# Ligusticum thomsonii
Ligusticum thomsonii är en flockblommig växtart som beskrevs av Charles Baron Clarke. Ligusticum thomsonii ingår i släktet strandlokor, och familjen flockblommiga växter. Utöver nominatformen finns också underarten L. t. thomsonii.